# Ceola
Ceola è una frazione del comune di Giovo, situata nella bassa Valle di Cembra ad un'altitudine di 570 metri sul livello del mare.

## Geografia fisica

### Territorio
Sorge ai piedi di due rilievi boscosi chiamati doss Mancabròt (m 819) e doss Marìc (m 839).

### Clima
| 1994-2020           | Mesi | Mesi | Mesi | Mesi | Mesi | Mesi | Mesi | Mesi | Mesi | Mesi | Mesi | Mesi | Stagioni | Stagioni | Stagioni | Stagioni | Anno  |
| 1994-2020           | Gen  | Feb  | Mar  | Apr  | Mag  | Giu  | Lug  | Ago  | Set  | Ott  | Nov  | Dic  | Inv      | Pri      | Est      | Aut      | Anno  |
| ------------------- | ---- | ---- | ---- | ---- | ---- | ---- | ---- | ---- | ---- | ---- | ---- | ---- | -------- | -------- | -------- | -------- | ----- |
| T. max. media (°C)  | 5,1  | 7,8  | 12,8 | 16,8 | 21,2 | 25,6 | 27,8 | 27,1 | 22,1 | 16,4 | 9,7  | 5,1  | 6,0      | 16,9     | 26,8     | 16,1     | 16,5  |
| T. media (°C)       | 0,8  | 2,6  | 6,7  | 10,8 | 15,1 | 19,0 | 20,8 | 20,2 | 15,7 | 11,1 | 5,6  | 1,2  | 1,5      | 10,9     | 20,0     | 10,8     | 10,8  |
| T. min. media (°C)  | −2,4 | −1,3 | 1,7  | 5,4  | 9,5  | 13,2 | 14,7 | 14,5 | 10,7 | 7,1  | 2,5  | −1,7 | −1,8     | 5,5      | 14,1     | 6,8      | 6,2   |
| Precipitazioni (mm) | 48   | 42   | 57   | 73   | 102  | 96   | 107  | 98   | 85   | 112  | 140  | 67   | 157      | 232      | 301      | 337      | 1 027 |

## Monumenti e luoghi d'interesse

### Architetture religiose

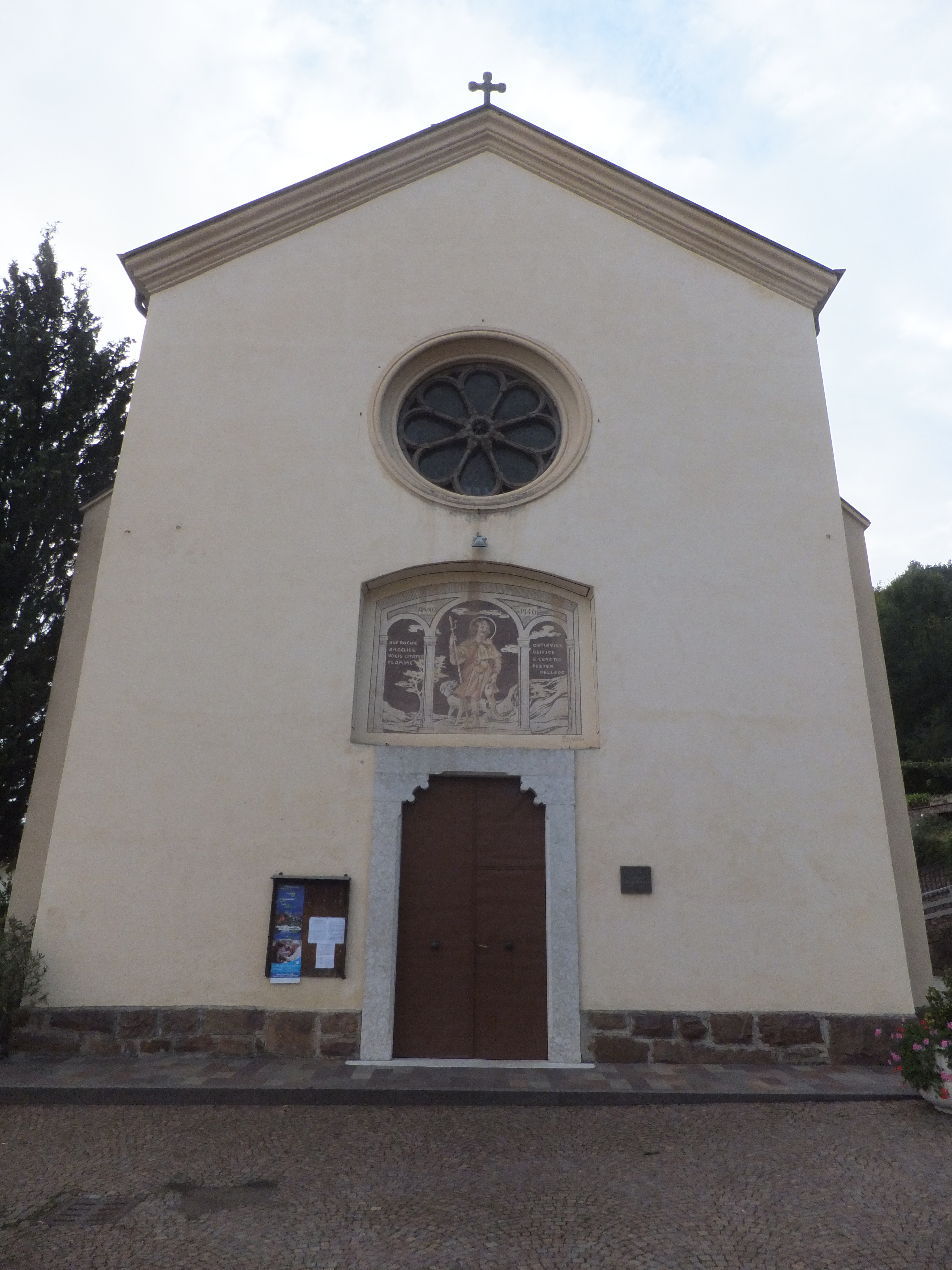
Chiesa di San Rocco.

- Chiesa di San Rocco: parrocchiale, documentata da fine Quattrocento e ricostruita a inizio Novecento.

## Economia
A Ceola, come in gran parte della val di Cembra, si coltivano prevalentemente vitigni nei tipici campi terrazzati con muri a secco che permettono di addolcire le pendenze della valle. Le qualità di uva predominanti sono il Müller-Thurgau e lo Chardonnay.
A valle del paese sono inoltre presenti alcune cave di porfido a cielo aperto che, dopo essere state abbandonate tra gli anni '80 e '90, hanno visto recentemente una parziale ripresa dell'attività estrattiva.